# Берег вітрів (фільм)
«Берег вітрів» — радянський фільм 1971 року знятий на кіностудії «Таллінфільм» режисером Кальє Кійским, за мотивами першої книги однойменного роману-тетралогії письменника Ааду Хінта.

## Сюжет
1904 рік. Жителі рибальського селища, втомившись від утисків Гольмана, місцевого судновласника, який вимагає непомірно високу частку з улову за оренду риболовецького судна, вирішують за пропозицією Ліїзи, нареченої — капітана Тиніса Тйху, артельно побудувати свій корабель.
Гольман змовляється з місцевим бароном Рененкампфом, якому належить земля, щоб той зігнав найнепокірніших моряків і пустив сюди німецьких колоністів-переселенців. На боці багатіїв виступає і місцевий пастор, який проповідує смиренність і покірність перед владою.
Попри всі перепони, до весни артіль з великими труднощами все-таки добудовує свій спільний корабель.
Тоді влада оголошує, що статут артілі рибалок, який визнає рівність усіх пайовиків — заборонений соціалізм, і оголошує артіль незаконною..
У цей час старий Гольман помирає, і його молода підприємлива дочка Аннете, якій подобається гарний і самовільний капітан, спокушає Тиніса, обіцяє йому частку в підприємстві, і той, потрапивши під її вплив, кидає і наречену Лійзу та артільну справу, перевівши корабель у володіння Аннете.
Але молодший брат капітана Матіс Тіху, розчарований зрадою Тиніса, стає активним борцем за справу трудового народу. Революція 1905 року, що починається, вселяє в артільців, які залишилися і без землі, і без корабля, віру в можливість перемогти багатіїв: починаються заворушення, палають маєтки, але рибалки забирають тільки своє — — захоплюють ними ж побудований корабель, і відводять його до Таллінна по зброю для революції, що починається…

## В ролях
У головних ролях:
- Хейно Раудсік — Тиніс Тиху
- Антанас Барчасс — Матіс.
- Лейла Саялік — Анетте
- Нійоле Лепешкайте — Ліза

В інших ролях:
- Катрін Вяльбе — Ану
- Березень Павловський — Лаес
- Рейн Арен — Віллем
- Артур Ліннамягі — Кущі
- Якоб Кійл — Міхкель
- Енн Краам — пастор Гіргенсон
- Гуго Лаур — сліпий Каарлі
- Пеетер Муст — Йоосеп
- Антс Мююрсеп — Сійм
- Рудольф Аллаберт — Тююрімеес, штурман
- Юрі Ярвет — Гольман
- Бронюс Бабкаускас — барон фон Ренненкампф
- Ельмар Ківіло — Цууман
- Мікк Міківер — Саар
- Арнольд Сіккель — Якоб
- Лембіт Ульфсак — Сандер
- Ейлі Сільд-Торга — Леена
- Вяйно Уйбо — Яан
- Сальме Реек — Епп

## Знімальна група
- Режисер — Кальє Кійск
- Сценаристи — Олександр Борщаговський
- Оператор — Юрі Гаршнек
- Композитор — Лембіт Веево